# Ngerekebesang
Ngerekebesang (o Arakabesan) è un'isola delle Palau, nell'Oceano Pacifico, nello Stato di Koror.

## Geografia
Ngerekebesang è circondata da barriera corallina. Sull'isola ci sono tre villaggi: Ngerekebesang, Meyuns e Echang. Meyuns è il centro principale, dove si trova il più grande ospedale del paese, The Belau National Hospital. Echang è il villaggio dove si rifugiarono la maggior parte degli abitanti delle Isole Sudoccidentali di Palau, dopo una tempesta. Sull'isola si trovava l'ufficio del Presidente della Repubblica, prima che la capitale venisse spostata a Melekeok.
L'isola è collegata alla città di Koror da una sopraelevata, forse la stessa che costruirono i giapponesi tra le due guerre mondiali.